# بال هايم
بال هايم (بالمجرية: Heim Pál)‏ هو طبيب مجري، ولد في 30 نوفمبر 1875 في بودابست في المجر، وتوفي بنفس المكان في 23 أكتوبر 1929 بسبب ذات الرئة.